# Darcy Loss Luzzatto
Darcy Loss Luzzatto (Pinto Bandeira, 27 ottobre 1934 – Pinto Bandeira, 18 maggio 2020) è stato un matematico e scrittore brasiliano.

## Biografia
Cattolico appartenente a una famiglia di immigrati veneti di origine ebraica nel Rio Grande do Sul (originari di Belluno, erano arrivati in Brasile intorno al 1890), si laureò in Matematica alla Pontifícia Universidade Católica do Rio Grande do Sul, intraprendendo poi la carriera accademica, fino anche a diventare rettore dell'Università federale del Rio Grande do Sul.
Pubblicò numerosi lavori relativi al suo campo di studi, tra manuali scolastici e articoli su riviste scientifiche. Ma Loss Luzzatto divenne noto soprattutto per l'attenzione rivolta al talian, la lingua parlata dai veneti trapiantati negli stati meridionali del Brasile; al riguardo scrisse vari libri in questo dialetto della lingua veneta e fu autore di un dizionario portoghese-talian/talian-portoghese (in due volumi) nonché di alcune grammatiche. Si interessò anche di gastronomia.

## Vita privata
Si sposò due volte: dal secondo matrimonio nacquero i suoi figli, Antonio e Carolina. 

## Pubblicazioni principali

### Opere in talian
- Ghen’avemo fato arquante... (1985)
- L mio paese l’è così! (1987)
- Ostregheta, semo drio deventar vècii (1989)
- Noantri semo taliani, gràssie a Dio (1990)
- Stòrie dela nostra gente (1991)
- El nostro parlar (1993)

### Opere in portoghese
- Culinária da Imigração Italiana (As comidas e suas histórias), 1ª ed. 2002
- Comidas que gosto de fazer e de comer (e suas histórias, claro!), 2003

### Opere bilingui
- Talian (Vêneto-Brasileiro): Noções de gramática, história e cultura (1994)
- Adesso Imparemo – Abecedàrio do Talian (1995)
- Talian (Vêneto Brasileiro) sem mestre (1997)
- Dissionàrio Talian-Portoghese, lª ed. (2000)
- Dicionário Português-Talian (2010)